# Mona Monyane
Tiisetso Mona Monyane (Harare, 16 de mayo de 1990) es una actriz nacida en Zimbabue y nacionalizada sudafricana, reconocida por sus papeles en las populares series de televisión Muvhango y Skeem Saam, y en la película Kalushi.

## Biografía

### Primeros años y plano personal
Monyane nació el 16 de mayo de 1990 en Harare, Zimbabue, hija de padres activistas que posteriormente se exiliaron de Sudáfrica durante la lucha contra el apartheid. Creció en Katlehong y posteriormente se trasladó a Pretoria, donde obtuvo una licencuatura en Arte Dramático en la Universidad de Pretoria.
Se casó con el también actor Khulu Skenjana en 2016, con el que tiene dos hijos. Su segundo bebé, Amani-Amaza Wamazulu Skenjana, nació el 16 de noviembre de 2017 y murió siete días después del nacimiento. Su hija mayor es Ase-Ahadi Lesemole Mamphai Skenjana, nacida en agosto de 2016.
El 22 de junio de 2020, su casa quedó completamente destruida por un incendio.

### Carrera
Comenzó su carrera como actriz en 2012. Actuó en el largometraje Hard To Get, dirigido por Zee Ntuli. Luego interpretó el papel principal de la doctora Nthabeleng en la popular telenovela Muvhango. En 2017 se unió al reparto del largometraje biográfico Kalushi: The Story of Solomon Mahlangu. En la película, interpretó el papel de apoyo de Eve. Un año después regresó a la pantalla chica, apareciendo en la serie de televisión Skeem Saam con el papel de Lindiwe Baloyi.